# Niedziałki (Jabłonowo-Wypychy)
Niedziałki – część wsi Jabłonowo-Wypychy w Polsce, położona w województwie podlaskim, w powiecie wysokomazowieckim, w gminie Sokoły.
W latach 1975–1998 Niedziałki administracyjnie należały do województwa łomżyńskiego.